# Lai-Sang Young
Lai-Sang Young (* 1952 in Hongkong) ist eine US-amerikanische Mathematikerin, die sich mit chaotischen dynamischen Systemen beschäftigt.

## Leben

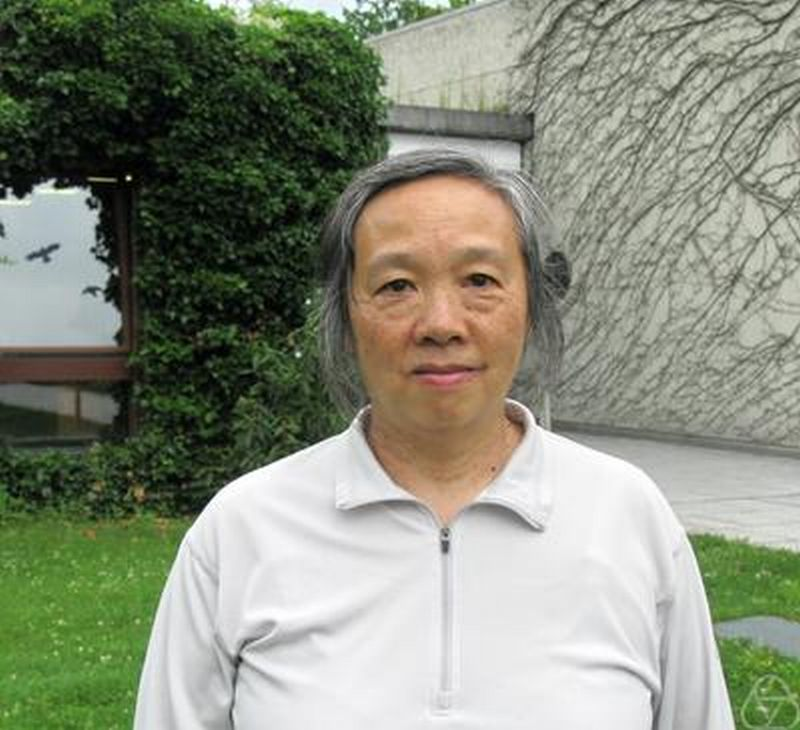
Lai-Sang Young, Oberwolfach 2009

Young studierte Mathematik an der University of Wisconsin in Madison (Bachelor 1973) und der University of California, Berkeley, wo sie 1976 ihren Master-Abschluss machte und 1978 bei Rufus Bowen promovierte (Entropy and symbolic dynamics of certain smooth systems). Schon 1977 erschien aber ihre erste Arbeit. Als Post-Doc war sie an der Northwestern University, ab 1980 an der Michigan State University, wo sie 1984 Associate Professor wurde, ab 1987 an der University of Arizona, wo sie 1990 Professor wurde. Ab 1990 war sie Professorin an der University of California, Los Angeles (UCLA) und ab 1999 am Courant Institute of Mathematical Sciences of New York University, wo sie Henry and Lucy Moses Professor of Natural Science und Professorin für Mathematik ist. Sie war unter anderem Gastwissenschaftlerin an der University of Warwick, dem Mathematical Sciences Research Institute (MSRI) in Berkeley, der Universität Bielefeld, dem Institute for Advanced Study, dem Collège de France in Paris.

## Wirken
Young befasste sich unter anderem mit Ergodentheorie, chaotischen dynamischen Systemen, Seltsamen Attraktoren, dynamischer Komplexität, Auswirkung von Rauschen im Langzeitverhalten dynamischer Systeme und wahrscheinlichkeitstheoretischen Gesetzen für das Verhalten chaotischer Systeme.
Mit Michael Benedicks und Quidong Wang entwickelte sie die Theorie chaotischer Rang 1 Attraktoren, ursprünglich entstanden aus den Arbeiten von Benedicks und Lennart Carleson über Henon-Attraktoren.

## Auszeichnungen
Im Jahr 1985 war sie Sloan Research Fellow und 1993 erhielt sie den Ruth-Lyttle-Satter-Preis. 1997 war sie Guggenheim Fellow und seit 2004 ist sie Fellow der American Academy of Arts and Sciences, seit 2020 Mitglied der National Academy of Sciences. Sie war Invited Speaker auf dem Internationalen Mathematikerkongress (ICM) 1994 in Zürich (Ergodic theory of attractors). 2005 war sie Noether Lecturer. 2007 hielt sie die Sonya Kovalevsky Lectures der Society for Industrial and Applied Mathematics (SIAM) und wurde Mitglied der Ungarischen Akademie der Wissenschaften. 2018 ist sie Plenarsprecherin auf dem ICM in Rio (Dynamical systems evolving). Für 2023 wurde ihr der Heinz-Hopf-Preis der ETH Zürich zugesprochen. 2024 wurde sie mit dem Rolf-Schock-Preis ausgezeichnet.

## Schriften
- Developments in Chaotic Dynamics, Notices AMS, November 1998
- Statistical properties of dynamical systems with some hyperbolicity, Annals of Mathematics, Band 147, 1998, S. 585–650
- mit Benedicks: Sinai-Bowen-Ruell measure for certain Hénon maps, Invent. Math. 112 (1993), 541–576